# El Eslabón (distrito)
El Eslabón é um distrito do Peru, departamento de San Martín, localizada na província de Huallaga.

## Transporte
O distrito de El Eslabón é servido pela seguinte rodovia:
- SM-117, que liga o distrito de Piscoyacu à cidade de Sacanche